# ブロモフェノールブルー
ブロモフェノールブルー（Bromophenol blue）はpHが3.0から4.6の間で用いられる酸塩基指示薬の1つである。水溶液のpHが3.0のときは黄色であるが、pHが4.6になると紫色となる。この変化は可逆である。
ブロモフェノールブルーはアガロースゲル電気泳動やポリアクリルアミドゲル電気泳動などでのカラーマーカーとしても用いられている。通常のpH条件下でブロモフェノールブルーは負電荷を持つため、電気泳動を行ったときにはDNAやタンパク質と同じ向きに移動する。移動度はゲルの密度と緩衝溶液の組成に依存するが、一般的には緩衝溶液にTAEバッファーやTBEバッファーを用い、1%のアガロースゲルを用いると、約500塩基対のDNAとほぼ同じ移動度を持つとされている。またキシレンシアノールやオレンジGなどもカラーマーカーとして用いられている。
また色素としても用いられる。光を当てたときには赤色に見える。

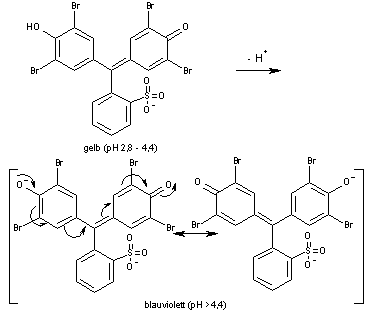
pHによる構造変化